# Bangula
Bangula é um bairro angolano da cidade de Ondijiva, a capital da província do Cunene.